# Danziger Straße
Danziger Straße è una strada di Berlino, nei quartieri di Prenzlauer Berg e Friedrichshain.
È parte della Bundesstraße 96a.
Costituisce un importante collegamento anulare a nord-est del centro cittadino.

## Percorso
Danziger Straße ha inizio nel quartiere di Prenzlauer Berg, all'incrocio con la Schönhauser Allee; prosegue incrociando le strade radiali Prenzlauer Allee (Bundesstraße 109) e Greifswalder Straße (Bundesstraße 2), lambendo l'Ernst-Thälmann-Park e il Volkspark Friedrichshain. Termina all'angolo con la Landsberger Allee, nel quartiere di Friedrichshain.

## Storia
Fu realizzata nel 1822 come strada campestre di collegamento fra le diverse strade radiali uscenti da Berlino; portava inizialmente il nome di Communicationsweg ("strada di comunicazione"), e allargata nel quadro del piano Hobrecht.
Dal 1950 al 1992 portò il nome di Dimitroffstraße, in ricordo del leader comunista bulgaro Georgi Dimitrov.